# Germán Busch
Germán Busch Becerra (ur. 23 marca 1904 w San Javier, zm. 23 sierpnia 1939 w La Paz) – boliwijski wojskowy i polityk, prezydent kraju w latach 1937–1939.

## Zarys biografii
Uczestniczył w wojnie o Chaco. Dzięki osobistej odwadze i udanym akcjom bojowym awansował, podczas trwania działań zbrojnych od stopnia podporucznika do podpułkownika. Zyskał także znaczny rozgłos w społeczeństwie oraz popularność w armii. Stał na czele grupy oficerów, która 17 maja 1936 obaliła prezydenta Joségo Luisa Tejadę Sorzano. Przewodniczył Komitetowi Rewolucyjnemu, powstałemu w wyniku przewrotu. 20 maja przekazał władzę nieobecnemu w stolicy podczas zamachu José Davidowi Toro.
Stopniowy spadek popularności głowy państwa wśród dotąd wspierających go oficerów doprowadził do kolejnego zamachu stanu (13 lipca 1937). Busch, już w stopniu pułkownika, objął stanowisko prezydenta. Rządził w sposób autorytarny, dążył do wprowadzenia w życie koncepcji „demokracji funkcjonalnej”. W tym celu wydał (25 maja 1939) dekret o ujednoliceniu i przekazaniu pod kontrolę organów państwa systemu edukacji. Zakładał on m.in. wprowadzenie jednego dnia w tygodniu przeznaczanego w szkołach wyłącznie na wychowanie patriotyczne. W polityce gospodarczej preferował interwencjonizm. Ustanowił państwowy monopol na obsługę eksportu minerałów (7 czerwca 1939). Utworzył Ministerstwo Górnictwa i Ropy Naftowej, mające być, w zamierzeniu, instrumentem nacisku na właścicieli kopalń. Doprowadził także do uchwalenia pierwszego kompletnego kodeksu pracy.
Zmarł w niewyjaśnionych okolicznościach (najprawdopodobniej zastrzelił się). Po śmierci Buscha doszło do powrotu do wcześniejszej formy rządów opartej na poparciu tradycyjnych partii.